# I24news
i24news (das „i“ für international) ist ein privater internationaler TV-Nachrichtensender aus Tel Aviv, Israel.

## Geschichte und Beschreibung
Der Sender nahm am 17. Juli 2013 seinen Sendebetrieb auf, bereits vier Monate nach Beginn der Planungen. Er berichtet in den Sprachen Arabisch, Englisch und Französisch. Obwohl sich der Sitz in Israel befindet, wird nicht auf Hebräisch übertragen, da es sich um Auslandsfernsehen handelt, das sich ausdrücklich an ein internationales Publikum mit besonderem Interesse an Israel richtet.
Besitzer des Senders ist der französische Unternehmer Patrick Drahi. Der Geschäftsführer ist Frank Melloul. Auf Astra 19,2° Ost war nur die französische Version zu sehen, während auf Hotbird 13° Ost die Versionen in Arabisch und Englisch ausgestrahlt werden. Der Betrieb der französischen Version über Astra wurde am 1. Februar 2024 eingestellt.

## Kritik
Nach dem Angriff der Hamas auf Israel am 7. Oktober 2023 veröffentlichte i24news übertriebene Berichte über Gräueltaten der Hamas an Kindern. Damit leistete der Sender jenen Vorschub, die anzweifeln oder leugnen, dass sich die Ereignisse des 7. Oktobers überhaupt zugetragen haben.

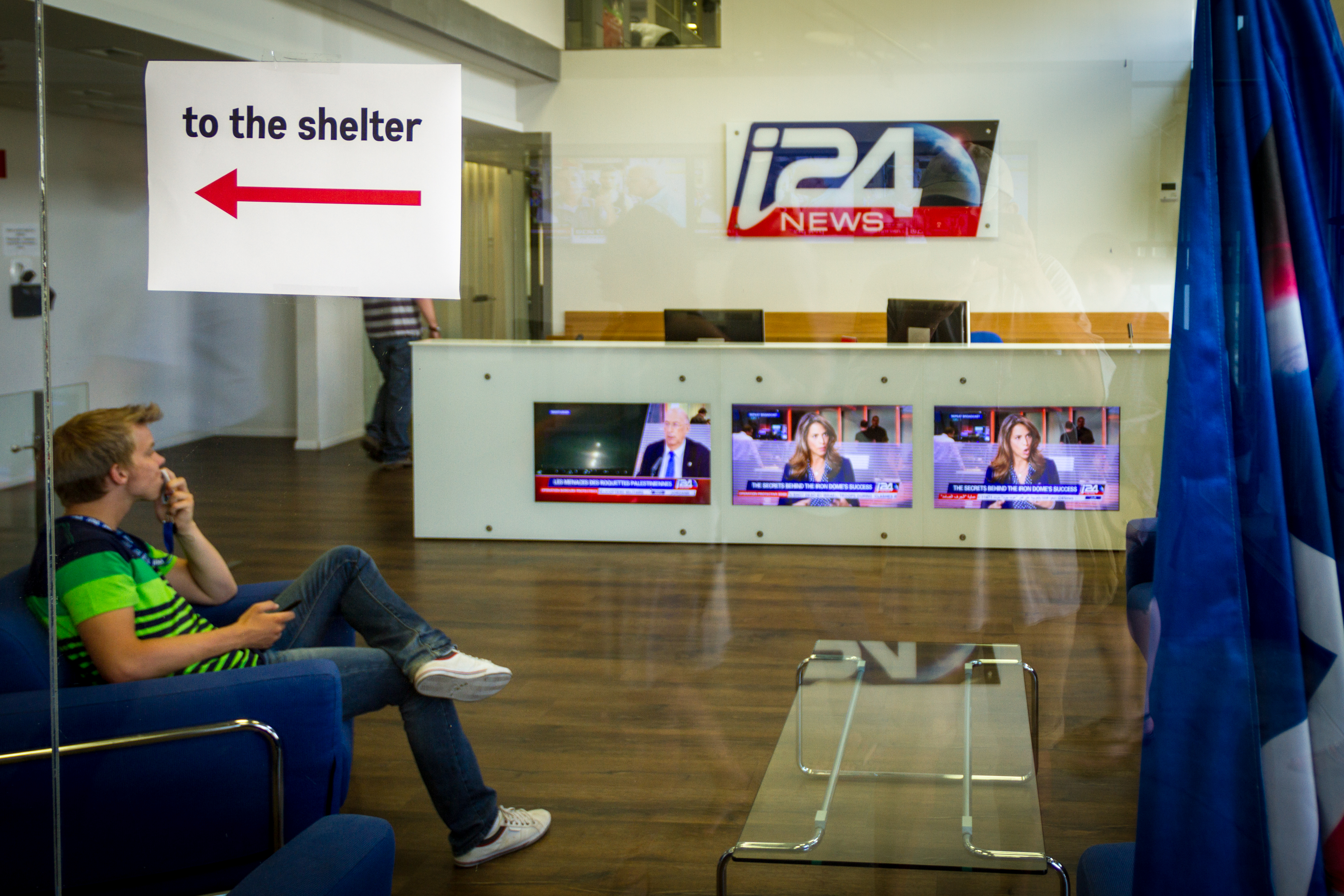
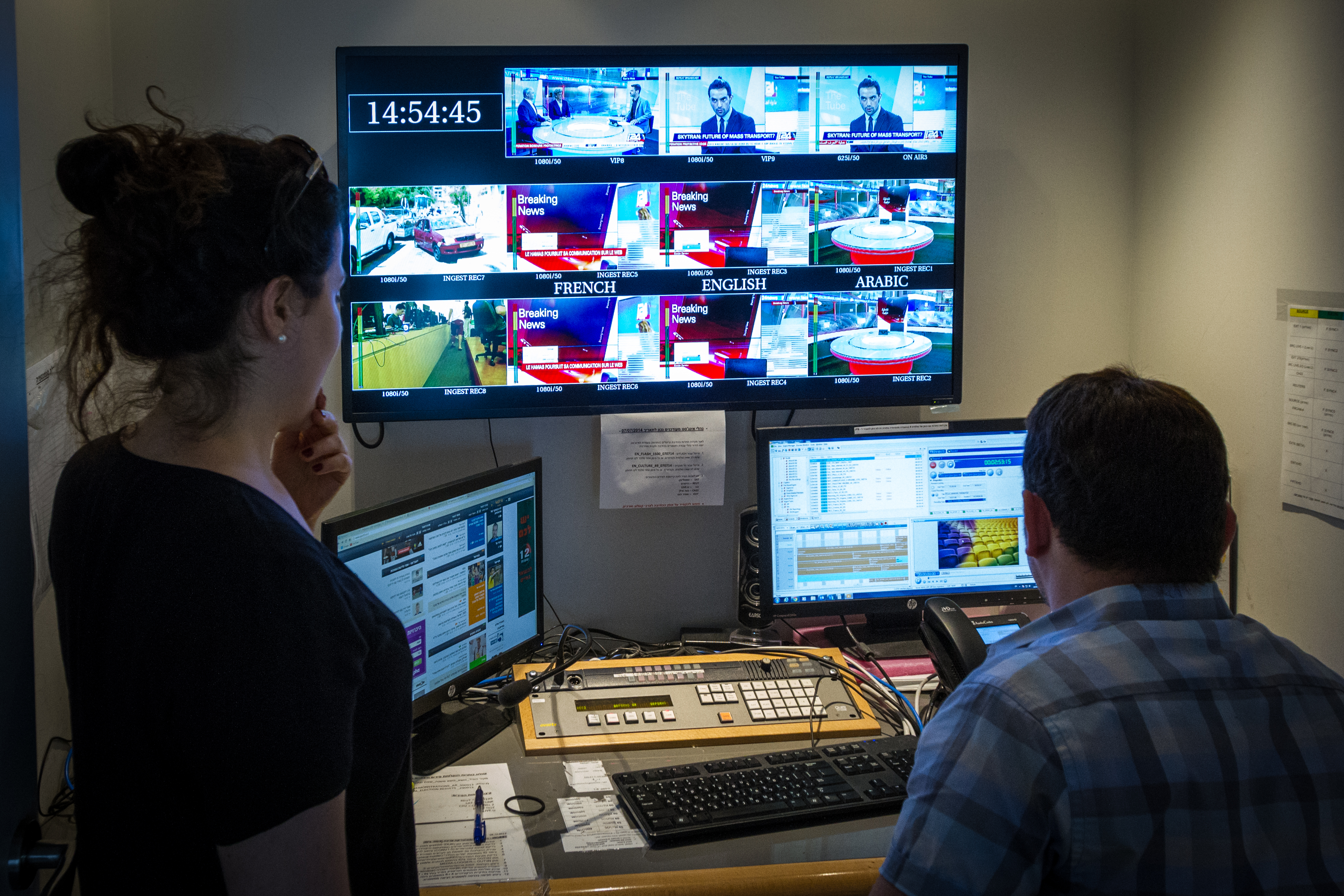
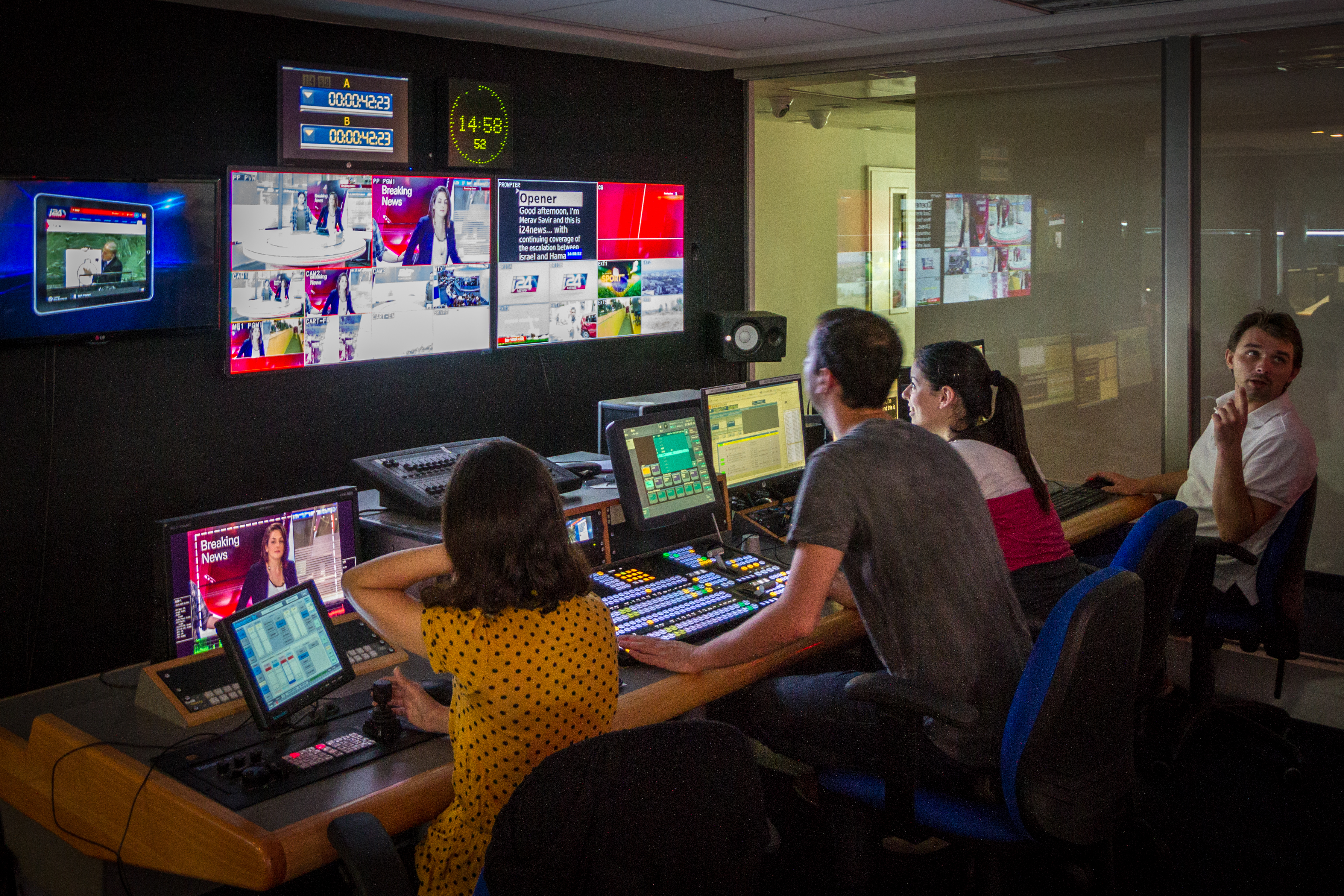
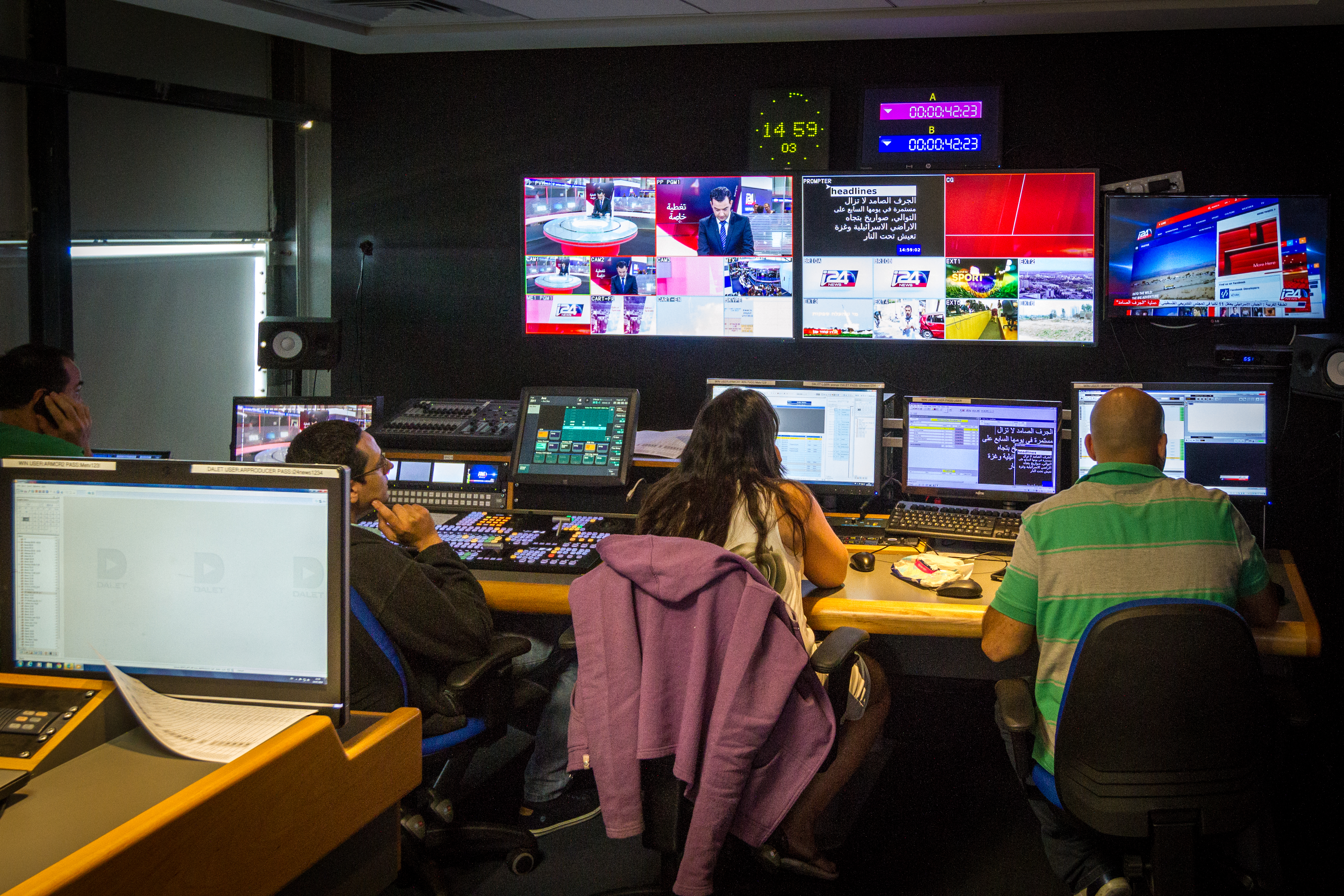